# Ncaang
Ncaang – wieś w Botswanie w dystrykcie Kgalagadi. Według spisu ludności z 2001 roku wieś liczyła 175 mieszkańców.